# Fort Presque Isle

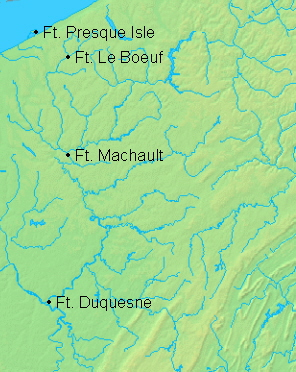
Den franska försvarslinjen från Fort Presque Isle till Fort Duquesne.

Fort Presque Isle (franska: Fort de la Presqu'île) var en skans som anlades sommaren 1753 av Nya Frankrike vid vad som nu är Erie, Pennsylvania. 

## Försvarslinje
Fortet var en del av den försvarslinje, vilken även omfattade Fort Le Boeuf, Fort Machault och Fort Duquesne, som hade till uppgift att skydda Venangoleden vilken förband Ohiolandet med Ontariosjön.

## Undergång
Sedan brittiska trupper 1759 erövrat Fort Niagara brände fransmännen själva Fort de la Presqu'île och drog sig tillbaka från regionen. Britterna byggde på platsen ett nytt fort, Fort Presque Isle, vilket togs och förstördes av de förenade indiannationerna under Pontiacs krig.